# Тайфун (зенитная ракета)
Тайфун (зенитная ракета) — зенитная неуправляемая ракета, создана в 1943—1945 гг. в Германии.
«Тайфун» представляла собой зенитную крылатую неуправляемую ракету класса «земля-воздух». Были разработаны два варианта: «Тайфун P» с твердотопливным пороховым реактивным двигателем и «Тайфун F» с жидкостным реактивным двигателем. Для запуска ракет использовался блок с 16 направляющими, размещенный на орудийном лафете зенитного орудия Flak 36.
Разработка ракеты была успешно завершена, но пусковая установка была произведена лишь в одном экземпляре ввиду окончания войны.

## Описание конструкции
Внешне ракета очень похожа на реактивный снаряд «Катюши» М-13.
Вариант ракеты с ЖРД назывался «Тайфун F». Так как зенитные ракеты должны в течение продолжительного времени сохраняться в заправленном состоянии, а жидкий кислород для этого непригоден, то ЖРД ракеты «Тайфун» работал на топливной смеси, компоненты которой назывались «зальбай» и «визоль». «Зальбай» представлял собой буродымную азотную кислоту, используемую в качестве окислителя. «Визоль» же служил горючим; будучи изобутилвиниловым эфиром, он относился к разработанной немцами группе ракетных горючих с виниловым основанием.
Вариант ракеты с пороховым ТТРД назывался «Тайфун P».   
Ракета «Тайфун» состояла из следующих частей. В носовой части помещался ударный взрыватель. Далее располагалась осколочная или фугасная боевая часть с готовыми осколками. Затем: в варианте конструкции с ЖРД располагался кордитный газогенератор, разрывные мембраны, баки горючего и окислителя, камера сгорания и сопло; в варианте конструкции с ТТРД располагался ТТРД.
Боевая часть ракеты содержала 0,7 кг конденсированного (твёрдого) взрывчатого вещества. 

## Основные технические характеристики
- Длина ракеты — 1,97 м.
- Размах стабилизаторов — 0,218 м.
- Диаметр корпуса — 0,10 м.
- Взлётный вес — 25-35 кг.
- Скорость — 1150 м/c.
- общая масса — 25-35 кг/
- масса боевой части 0,7 кг
- Ракета была способна поражать цели на высоте до 13 км.